# Rodger Young
Rodger Wilton Young (28. dubna 1918 – 31. července 1943) byl americký pěšák, který bojoval v druhé světové válce. Byl zabit v akci v Nové Georgii, když zachraňoval svoji četu. Za své akce obdržel posmrtně Medaili cti.

## Život
Young, člen Národní gardy, dosáhl hodnosti seržanta (což dokazují jeho fotografie), ale předtím, než šel do akce, požádal o snížení hodnosti na vojína. Výsledkem jedné nehody v dětství totiž bylo, že se zhoršovaly jeho problémy se zrakem a sluchem. Původně vstoupil do Národní gardy, protože si myslel, že by kvůli zdravotním problémům nebyl do normální armády přijat. Když byla jeho jednotka povolána, obával se, že hodnost seržanta by na něj vrhla přílišnou odpovědnost. Když byl vyšetřen doktorem roty, zjistilo se, že Young byl nyní téměř zcela hluchý, a tak se vrátil do aktivní služby s hodností vojína.
Youngova četa byla 31. července 1943 na Nové Georgii držena pod intenzivní palbou z japonského kulometného hnízda, skrytého na 70 metrů vzdálené vyvýšenině. Young byl zraněn již při první salvě. Když se však začala četa stahovat, Young vykřikoval, že vidí na nepřátelské postavení, a začal se k němu plížit. Další dávka z kulometu ho ovšem opět zasáhla a způsobila mu další zranění. I přesto ale pokračoval, přitahujíce na sebe nepřátelskou palbu, ačkoliv sám měl pouze pušku. Když byl konečně dostatečně blízko kulometného hnízda, naházel do něj ruční granáty, při tom byl ale znovu střelen, tentokrát již smrtelně. Tím, že odklonil střelbu japonského kulometu, umožnil Young své četě, aby se stáhla beze ztrát. Zároveň se mu také povedlo uštědřit nepříteli nemalé ztráty.
V roce 1949 byly Youngovy ostatky převezeny zpět do Spojených států a v nyní je pohřben na McPhersonově hřbitově v Clyde v Ohiu. Je po něm pojmenován Park Rodgera Younga ve Fremontu v Ohiu.
Je po něm pojmenován také kurz noční infiltrace na Fort Benning, v Georgii. Jedním z požadavků pro dokončení Vojenské školy armády Spojených států je plazení přes 100 metrů přes písek, bláto a vodu, zatímco nad vojáky se střílí „ostrými“ z kulometů M60 nebo M240B. Vojáci také musí reagovat na simulaci dělostřelecké palby a světlice, které jsou vystřelovány náhodně během cvičení. Původně se ostré kulky střílely ve výši hrudníku, ale v posledních letech bylo stanoveno, aby se střílely tak, aby přeletěly nad hlavou i stojící osobě.
Ve vědecko-fantastickém románu Hvězdná pěchota Roberta A. Heinleina je po něm pojmenován korvetní transportér Rodger Young a je zde také několikrát zmíněna píseň Balada o Rodgeru Youngovi, kterou napsal Frank Loesser. Na závěru knihy je také několik slov o jeho chrabrosti.
Od roku 1946 do poloviny 50. let existoval v Los Angeles projekt pro péči o veterány známý jako Vesnice Rodgera Younga.
z „The Ballad of Rodger Young“ Franka Loessera
On the island of New Georgia in the Solomons
Stands a simple wooden cross alone to tell.
That beneath the silent coral of the Solomons
Sleeps a man, sleeps a man remembered well.
Sleeps a man, Rodger Young!
Fought and died for the men he marched among.
In the everlasting spirit of the Infantry
Breathes the spirit of Private Rodger Young.
Překlad
Na ostrově Nová Georgia v Šalomounových ostrovech
Stojí osamoceně jednoduchý dřevěný kříž, aby vyprávěl.
Že pod tichými korály Šalomounových ostrovů
Odpočívá muž, odpočívá muž, na kterého bude vždy vzpomínáno.
Odpočívá muž, Rodger Young!
Bojoval a zemřel za muže, s kterými pochodoval.
Ve věčném duchu Pěchoty
dýchá duch vojína Rodgera Younga.

## Citace
Hodnost a příslušnost: vojín, armáda Spojených států amerických, 148. pěší pluk, 37. pěší divize. Místo a datum: V Nové Georgii, Šalomounovy ostrovy, 31. července 1943. Vstoupil do služby v: Clyde, Ohio. Narození: Tiffin, Ohio. G.O. No.: 3, 6. ledna 1944.

31. července 1943, pěší rota, jejímž členem byl také vojín Young dostala rozkaz, aby se mírně stáhla z bitevní linie, aby byla upravena pozice praporu na noc. V té době byla četa vojína Younga přepadena nepřítelem v husté džungli, kde byl velmi obtížný rozhled. Celá četa se musela krýt před japonským kulometem, skrytým na vyvýšenině 75 yardů vzdálené. První salva zranila vojína Younga. Když začala četa na rozkaz ustupovat, vojín Young volal, že se mu podařilo zahlédnout nepřátelskou pozici, načež se k ní začal plazit. Další dávka z kulometu ho však opět zranila. I přes svá zranění však pokračoval ve svém hrdinském činu, přičemž na sebe soustředil palbu nepřítele, na kterou odpovídal palbou z pušky. Když byl dostatečně blízko, začal házet ruční granáty, přičemž byl ale smrtelně střelen. Odvážná akce vojína Younga, při které se přiblížil k japonské střílně, čímž odvrátil palbu, dovolila jeho četě se stáhnout beze ztrát, přičemž byl ještě odpovědný za několik obětí na straně nepřítele.